# Steven Cundiff

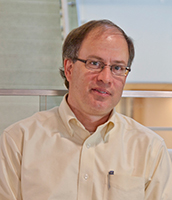
Steven Cundiff

Steven T. Cundiff ist ein US-amerikanischer Physiker (ultraschnelle Laserspektroskopie).
Cundiff studierte Physik an der Rutgers University mit dem Bachelor-Abschluss 1985 und an der University of Michigan, an der er 1991 einen Master-Abschluss erhielt und 1992 in angewandter Physik promoviert wurde. Als Post-Doktorand war er 1993/94 an der Universität Marburg. Ab 1995 war er an den Bell Laboratories in Holmdel und ab 1997 am Joint Institute for Laboratory Astrophysics (JILA) des NIST und der University of Colorado. 2004 bis 2009 leitete er die Abteilung Quantenphysik des NIST. Ab 2015 war er Professor an der University of Michigan (Harrison M. Randall Collegiate Professor für Physik und Professor für Computeringenieurwesen und Elektrotechnik).
Er befasst sich mit ultraschneller Optik einschließlich der Entwicklung von Frequenzkämmen und multidimensionaler kohärenter Spektroskopie (MCDS), einem Analogon von NMR-Spektroskopie bei optischen Frequenzen. Er studierte damit unter anderem Halbleiter und Nanostrukturen aus Halbleitern und atomare Dämpfe. Er war einer der Entdecker von Dropletons (Artikel in Nature 2014), Tropfen aus Elektronen und Löchern, die sie mit ultrakurzen Laserpulsen in dem Halbleiter Galliumarsenid erzeugten. Von Cundiff und Jun Ye stammt ein Standardwerk über Frequenzkämme.
2010 erhielt er einen Humboldt-Forschungspreis und 2011 den William F. Meggers Award der OSA. 2019 erhielt er den Arthur-L.-Schawlow-Preis für Laserphysik für Pionierbeiträge  zum Gebiet der ultraschnellen Laserspektroskopie einschließlich optischer multidimensionaler kohärenter Spektroskopie angewandt auf elektronische Anregungen in Festkörpern und in atomaren Dämpfen, und die Entwicklung und Anwendung der Technologie von Femtosekunden-Frequenkämmen. (Laudatio). Er ist Fellow der American Physical Society, des IEEE, der Optical Society of America (OSA) und der American Association for the Advancement of Science. 2014 war er Vorsitzender der Abteilung Laserphysik der APS.

## Schriften (Auswahl)
- mit D. J. Jones u. a.: Carrier-Envelope Phase Control of Femtosecond Mode-Locked Laser and Direct Optical Frequency Synthesis, Science, Band 288, 2000, S.  535–639
- mit J. Ye: Femtosecond Comb Technology, Springer 2004
- mit X. Li, T. Zhang, C. N. Borca: Many-Body Interactions in Semiconductors Probed by Optical Two-dimensional Fourier Transform Spectroscopy, Phys. Rev. Lett., Band 96, 2006, S. 057406
- mit Jun Ye, John Lewis Hall: Lineale aus Licht, Spektrum der Wissenschaft, August 2009 (zu optischen Frequenzkämmen, im Original: Rulers of Light, Scientific American, Band 298, 2008)
- mit Shaul Mukamel: Optical Multidimensional Coherent Spectroscopy, Physics Today, Band 66, 2013, Heft 6, S. 44–49
- mit A. E. Almand-Hunter, H. Li, M. Mootz, M. Kira, S. W. Koch: Quantum Droplets of Electrons and Holes, Nature, Band 506, 2014, S. 471, PMID 24572422
- mit T. Suzuki u. a.: Coherent Control of the Exciton-Biexciton System in an InAs Self-Assembled Quantum Dot Ensemble, Phys. Rev. Lett., Band 117, 2016, S. 157402
- mit B. Lomsadze: Frequency Combs Enable Rapid and High-Resolution Multidimensional Coherent Spectroscopy, Science, Band 357, 2017, S. 1389–1391
- mit B. Lomsadze, B. C. Smith: Tri-comb Spectroscopy, Nature Photonics, Band 12, 2018, S. 676
- mit K. Wang, R. Muniz, J. E. Sipe: Quantum Interference Control of Photocurrents in Semiconductors by Nonlinear Optical Absorption Processes, Phys. Rev. Lett., Band 123, 2019, S. 067402